# Ściany (Trzy Korony)

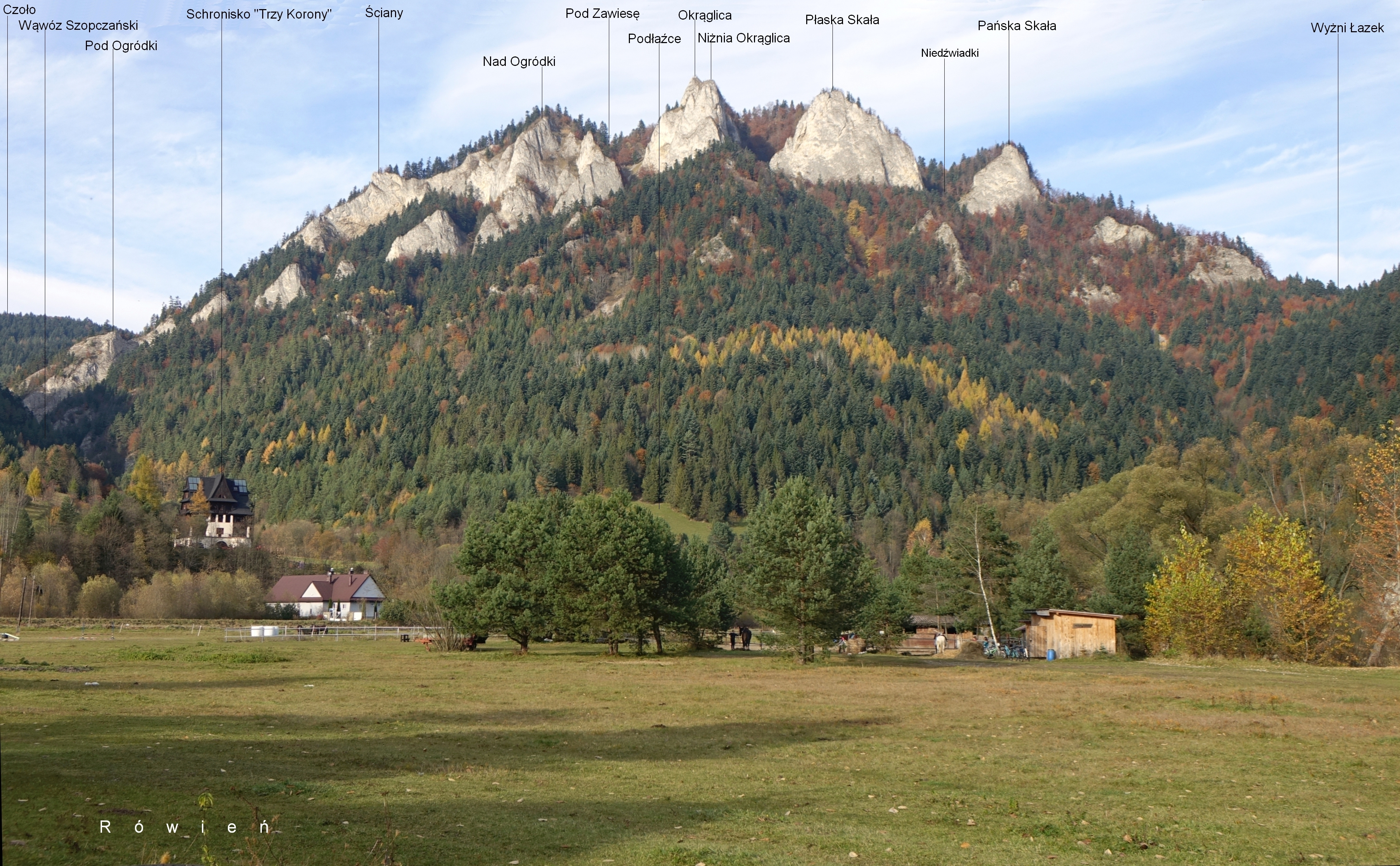

Ściany – dobrze widoczne ze Sromowiec Niżnych wapienne skały w Masywie Trzech Koron w Pieninach Właściwych. Znajdują się w ciągu pionowych ścian, jakimi masyw Trzech Koron opada na południe. W kierunku od wschodu na zachód są to: Pod Ogródki, Ściany, Nad Ogródki, Okrąglica (najwyższy szczyt z platformą widokową), Pańska Skała, Płaska Skała. Powstały wskutek podcięcia przez wody Dunajca, który kiedyś przepływał w tym miejscu.
Ściany to mający kształt litery L mur skalny o długości prawie 400 m, znajdujący się w grzędzie oddzielającej żleb Pod Kopą od żlebu Szeroka Spuszczalnica. Obydwa żleby uchodzą do Wąwozu Szopczańskiego. Wszystkie te obiekty znajdują się na obszarze Pienińskiego Parku Narodowego w granicach wsi Sromowce Niżne w województwie małopolskim, w powiecie nowotarskim, w gminie Czorsztyn.